# Tritonaclia
Tritonaclia es un género de polillas en la familia Erebidae.

## Especies
- Tritonaclia inauramacula Griveaud, 1964
- Tritonaclia kefersteini Butler, 1882
- Tritonaclia melania Oberthür
- Tritonaclia quinquepunctata Griveaud, 1966
- Tritonaclia stephania Oberthür, 1923
- Tritonaclia tollini Kerfenst, 1870

## Especie obsoleta
- Tritonaclia erubescens Hampson, 1901 (ahora Pseudothyretes erubescens)